# アカササノハベラ
アカササノハベラ (学名：Pseudolabrus eoethinus) は、スズキ目ベラ科ササノハベラ属の海水魚。

## 特徴
従来日本で「ササノハベラ」と呼ばれてきた種のうちのひとつであるが、1997年にアカササノハベラとホシササノハベラの2つに分けられた。本種は学名が復活し、ホシササノハベラは新種記載された。ただし、どちらかの種に「ササノハベラ」という標準和名を与えると混乱をまねくおそれがあるため、この標準和名はつけられず、アカササノハベラという新しい標準和名が提唱された。
体長は最大20 cm。雄相(TP)の色彩は背鰭第4棘より後方は黄色である。また背面には白色斑がなく、胸鰭の付け根に黒色点があることでホシササノハベラの雄相と、雌相(IP)は背面に白色斑がないことのほか、眼の下のラインが胸鰭の付け根で止まることによりホシササノハベラの雌相と識別できる。またホシササノハベラよりも第1背鰭棘、第3臀鰭棘、腹鰭棘はアカササノハベラのほうが若干長い。

## 分布と生態
日本では千葉県館山湾から九州までの太平洋岸、福井県、京都府舞鶴、福岡県沖ノ島・津屋崎、長崎県、熊本県天草、八丈島、屋久島に見られるほか、ホシササノハベラのいない小笠原諸島や沖縄島にも生息している。ただし沖縄ではまれな種とされている。国外では韓国済州島、台湾、中国沿岸、香港に分布する。ササノハベラ属は10種ほどが知られているが、東アジア沿岸には本種とホシササノハベラのみが知られている。
ホシササノハベラよりもやや沖合の磯を好み、水深30m以浅の岩礁域に生息する。雄と複数の雌で見られ、11月から12月にかけ産卵する。主に甲殻類や軟体動物を捕食する。

## 記載とシノニム、別名
アカササノハベラのタイプ標本の産地は中国の広東であり、1846年Richardsonにより記載された。同年にはTemminckとSchlegelによりLabrus rubiginosusが長崎より新種記載されたが、これはLabrus eoethinus(＝Pseudolabrus eoethinus)の異名とされた。ながらくLabrus japonicus(＝Pseudolabrus japonicus)なる学名が使用されてきたが、この学名の種は日本産の個体をもとに新種記載されたにもかかわらず形質が日本産のどのベラ科魚類とも一致しない。
地方名としてはアカベラ(三崎、熊本)、アブラコ(敦賀)、アブラメ(鹿児島県)、エベスベラ(和歌浦)、クサビ・クサブ(長崎県)、ゴマンジヨウ(紀州)、ムギタネ(高知県沖ノ島)、などがあるが、これはササノハベラ類の総称である可能性が高い。またほかのベラ類との混称でもあると考えられる。

## ヒトとのかかわり
ホシササノハベラと同様に磯釣りなどで釣れることがある。身はやわらかいがベラのなかでも美味である。